# WWE No Mercy
WWE No Mercy, também conhecido como NXT No Mercy desde 2023, é um evento pay-per-view (PPV) de luta profissional produzido pela WWE, uma promoção de wrestling profissional com sede em Connecticut, para sua divisão de marca, o NXT. O primeiro No Mercy foi realizado em 16 de maio de 1999, em Manchester, Inglaterra, e foi o único evento No Mercy produzido no Reino Unido. Um segundo No Mercy foi então realizado em outubro daquele ano em Cleveland, Ohio, Estados Unidos. Começando com este segundo evento, No Mercy se tornou o PPV anual de outubro até 2008. O evento foi então descontinuado e substituído por Hell in a Cell em 2009. Após oito anos, No Mercy foi reintegrado em outubro de 2016. No entanto, No Mercy foi novamente descontinuado. após o evento de setembro de 2017, quando a WWE reduziu a quantidade de PPVs anuais mantidos após encerrar a produção de PPVs exclusivos da marca após a WrestleMania 34 em 2018. Além do PPV tradicional, os eventos de 2016 e 2017 foram ao ar na WWE Network.
Os primeiros quatro eventos foram realizados quando a promoção ainda se chamava World Wrestling Federation (WWF). Em maio de 2002, a promoção foi renomeada para World Wrestling Entertainment (WWE) e, em 2011, o nome "WWE" tornou-se uma inicial órfã para a promoção. Durante a primeira extensão da marca, No Mercy foi realizado exclusivamente para a marca SmackDown de 2003 a 2006. Quando o evento foi restabelecido para a segunda extensão da marca em 2016, era novamente exclusivo do SmackDown e então exclusivo do Raw para o evento mais recente. em 2017. Em 2023, a WWE reviveu o evento para sua divisão de marca NXT.

## História
Em 16 de maio de 1999, a então World Wrestling Federation (WWF) realizou um pay-per-view (PPV) no Reino Unido, especificamente Manchester, Inglaterra, intitulado No Mercy.

## Eventos
|  | Evento da marca Raw |  | Evento da marca SmackDown |  | Evento da marca NXT |

| 1                                                | No Mercy (UK)        | 16 de maio de 1999     | Manchester, Inglaterra       | Manchester Evening News Arena | Stone Cold Steve Austin (c) vs. The Undertaker vs. Triple H em uma luta Anything Goes triple threat pelo Campeonato da WWF |       |
| 2                                                | No Mercy (1999)      | 17 de outubro de 1999  | Cleveland, Ohio              | Gund Arena                    | Triple H (c) vs. Stone Cold Steve Austin em uma luta Anything Goes pelo Campeonato da WWF                                  |       |
| 3                                                | No Mercy (2000)      | 22 de outubro de 2000  | Albany, Nova Iorque          | Pepsi Arena                   | The Rock (c) vs. Kurt Angle em uma luta sem desqualificações pelo Campeonato da WWF                                        |       |
| 4                                                | No Mercy (2001)      | 21 de outubro de 2001  | St. Louis, Missouri          | Savvis Center                 | Stone Cold Steve Austin (c) vs. Kurt Angle vs. Rob Van Dam em uma luta triple threat pelo Campeonato da WWF                |       |
| 5                                                | No Mercy (2002)      | 20 de outubro de 2002  | North Little Rock, Arkansas  | Alltel Arena                  | Brock Lesnar (c) vs. The Undertaker em uma luta Hell in a Cell pelo Campeonato da WWE                                      |       |
| 6                                                | No Mercy (2003)      | 19 de outubro de 2003  | Baltimore, Maryland          | 1st Mariner Arena             | Brock Lesnar (c) vs. The Undertaker em uma luta Biker Chain pelo Campeonato da WWE                                         |       |
| 7                                                | No Mercy (2004)      | 3 de outubro de 2004   | East Rutherford, Nova Jérsei | Continental Airlines Arena    | John "Bradshaw" Layfield (c) vs. The Undertaker em uma luta Last Ride pelo Campeonato da WWE                               |       |
| 8                                                | No Mercy (2005)      | 9 de outubro de 2005   | Houston, Texas               | Toyota Center                 | Batista (c) vs. Eddie Guerrero pelo Campeonato Mundial de Pesos Pesados                                                    |       |
| 9                                                | No Mercy (2006)      | 8 de outubro de 2006   | Raleigh, Carolina do Norte   | RBC Center                    | King Booker (c) vs. Bobby Lashley vs. Batista vs. Finlay em uma luta four-way pelo Campeonato Mundial de Pesos Pesados     |       |
| 10                                               | No Mercy (2007)      | 7 de outubro de 2007   | Rosemont, Illinois           | Allstate Arena                | Triple H (c) vs. Randy Orton em uma luta Last Man Standing pelo Campeonato da WWE                                          |       |
| 11                                               | No Mercy (2008)      | 5 de outubro de 2008   | Portland, Oregon             | Rose Garden                   | Chris Jericho (c) vs. Shawn Michaels em uma luta de escadas pelo Campeonato Mundial de Pesos Pesados                       |       |
| 12                                               | No Mercy (2016)      | 9 de outubro de 2016   | Sacramento, Califórnia       | Golden 1 Center               | Bray Wyatt vs. Randy Orton                                                                                                 |       |
| 13                                               | No Mercy (2017)      | 24 de setembro de 2017 | Los Angeles, Califórnia      | Staples Center                | Brock Lesnar (c) vs. Braun Strowman pelo Campeonato Universal da WWE                                                       |       |
| 14                                               | NXT: No Mercy (2023) | 30 de setembro de 2023 | Bakersfield, Califórnia      | Mechanics Bank Arena          | Becky Lynch (c) vs. Tiffany Stratton em uma luta Extreme Rules pelo Campeonato Feminino do NXT                             | [ 2 ] |
| 15                                               | NXT No Mercy (2024)  | 1 de setembro de 2024  | Denver, Colorado             | Ball Arena                    | Ethan Page (c) vs. Joe Hendry pelo Campeonato do NXT                                                                       | [ 3 ] |
| (c) – refere-se ao(s) campeão(es) antes da luta. |                      |                        |                              |                               | |       |